# The Toasters
The Toasters, gegründet im Jahr 1981 in New York, zählt zu den weltweit bekanntesten Ska-Bands.

## Geschichte
Die zentrale Figur der Toasters ist der Engländer Robert Hingley. Er war in die USA ausgewandert und gründete die Band 1981. Damit war sie eine der ersten Gruppen der dritten Skawelle und von besonderer Bedeutung für die Entwicklung des späteren Ska in den USA und der entstehenden Crossover-Stilrichtungen wie Ska-Punk und Skacore.
Hingley gründete außerdem 1983 das Label Moon Ska, das zum zwischenzeitlich bedeutsamsten Skalabel weltweit werden sollte. Anfang des 21. Jahrhunderts löste sich das Label auf. Die Band nahm die meisten ihrer Alben dort auf. Nachfolger sind Moon Ska Europe und Megalith Records.
Im Jahr 1983 veröffentlichte die Band mit Beat Up ihre erste Single. Zwei Jahre später folgte eine Demo-EP („Recriminations“) in Zusammenarbeit mit dem berühmten Musiker Joe Jackson, mit dem sie häufiger zusammenarbeiten sollten.
1987 kam mit „Skaboom“ das Debütalbum der Gruppe heraus. Von da an erschien fast jedes Jahr ein Album und ihre ausufernden Tourneen durch Europa und Nordamerika machten sie zu einer der bekanntesten Ska-Bands der Welt.

## Stil
Zwar ist das Repertoire der Toasters breit gefächert und beinhaltet auch traditionelle Dancehall-Nummern, es dominieren jedoch schnelle Stücke, oft (und besonders bei Liveauftritten) mit einem unverkennbaren Punk-Einfluss.

## Besetzung
Nach zahlreichen Wechseln in der Besetzung ist der Frontmann der Gruppe, Gitarrist und Sänger Robert „Bucket“ Hingley das einzig verbliebene Mitglied der Urbesetzung. Bekannte Musiker im Line-up waren für lange Zeit der jamaikanische Sänger sowie Toaster Jack Ruby Jr. und der Trompeter Brian Sledge.

## Diskografie
- 1987: Skaboom (Skaloid)
- 1987: Talk Is Cheap (Moon Records)
- 1987: Pool Shark (Unicorn Records)
- 1988: Thrill Me Up (Moon Records)
- 1990: This Gun for Hire (Moon Records)
- 1991: T-Time (Pork Pie)
- 1992: New York Fever (Moon Records)
- 1993: Live in L. A. (Pork Pie/Vielklang/Moon Records)
- 1994: Dub 56 (Moon Records)
- 1996: Hard Band for Dead (Moon Records)
- 1996: 2-Tone Army (Pork Pie)
- 1997: Don’t Let the Bastards Grind You Down (D.L.T.B.G.Y.D.) (Moon Records)
- 1998: Live in London (Moon Ska Europe)
- 2002: Enemy of the System (Asian Man)
- 2003: Live in Brazil (Megalith Records)
- 2003: Rare as Toast (Moon Ska Europe)
- 2003: En Caracas (Radio Pirata Records)
- 2007: One More Bullet (Megalith Records)
- 2009: 2Tone Army (Megalith Records / Party House Records)